# ガールスカウト
ガールスカウト（英語: Girl Scouts）は、少女のためのスカウト運動団体の名称である。ガールガイド (Girl Guides) ともいう。

## 概説

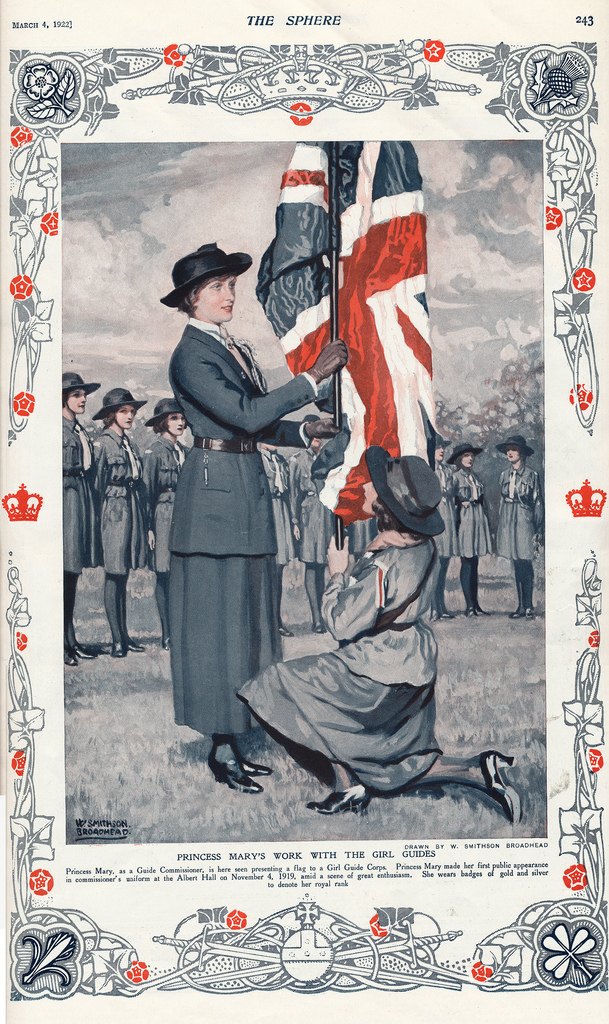
メアリー王女の激励を受ける英国ガールガイド（1922年）

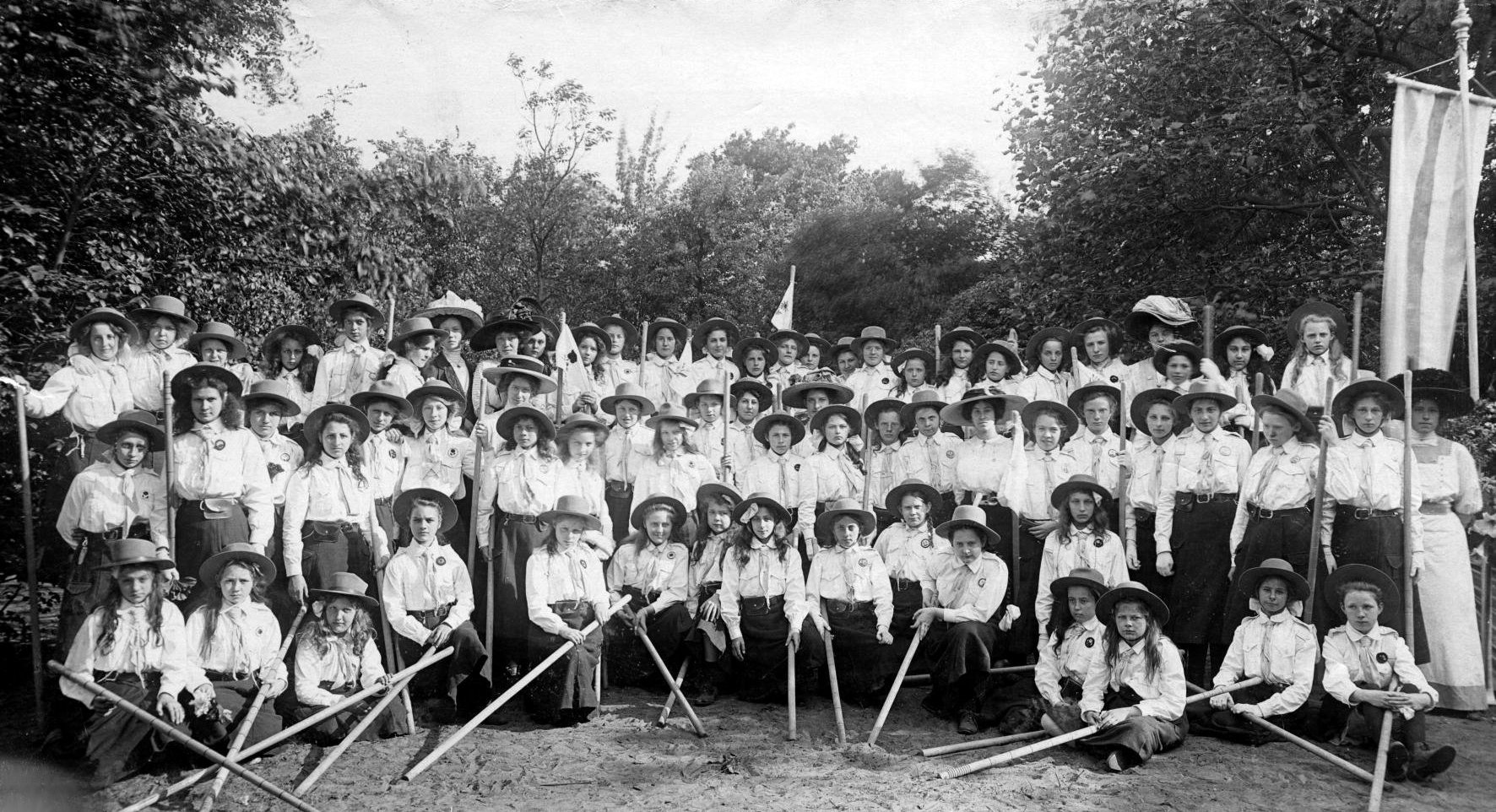
1911年、オランダにおける初のガールガイド

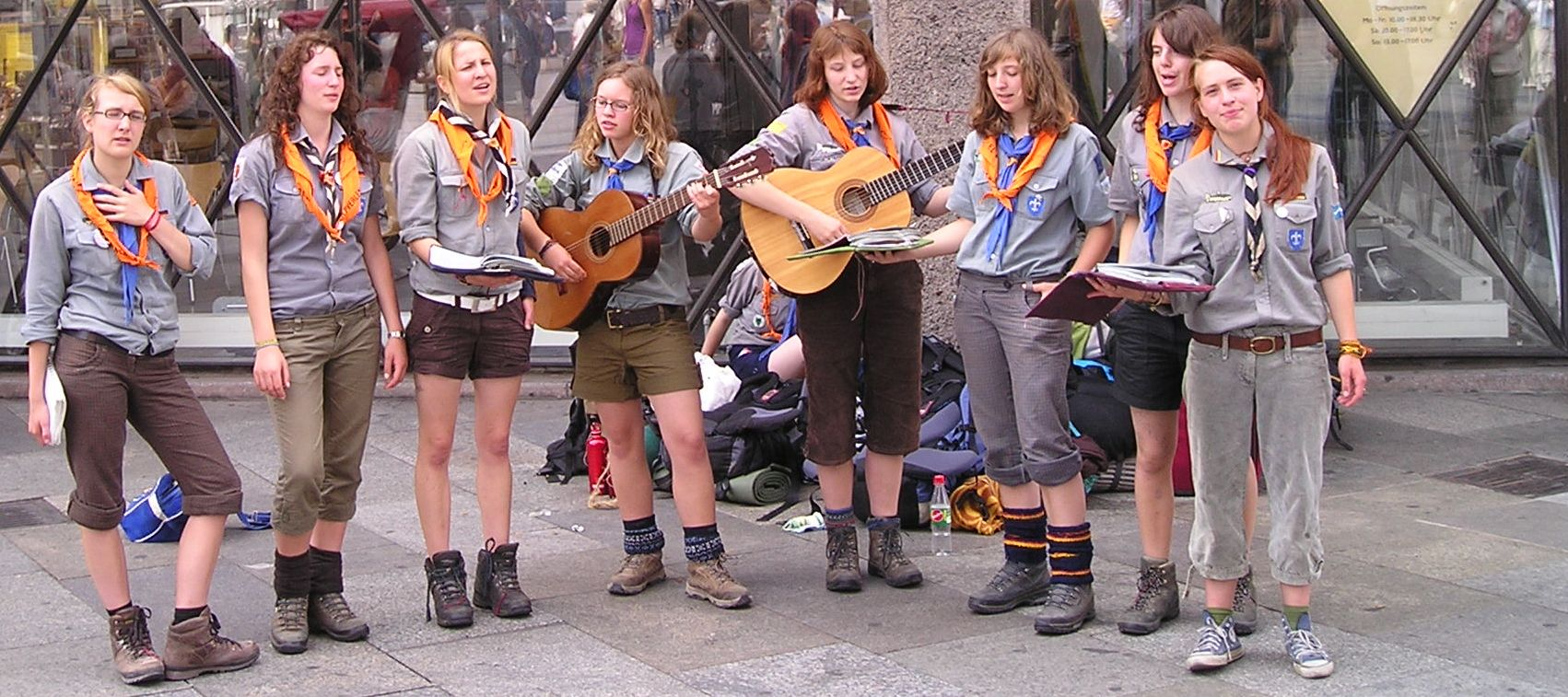
ドイツのガールガイド（2007年）

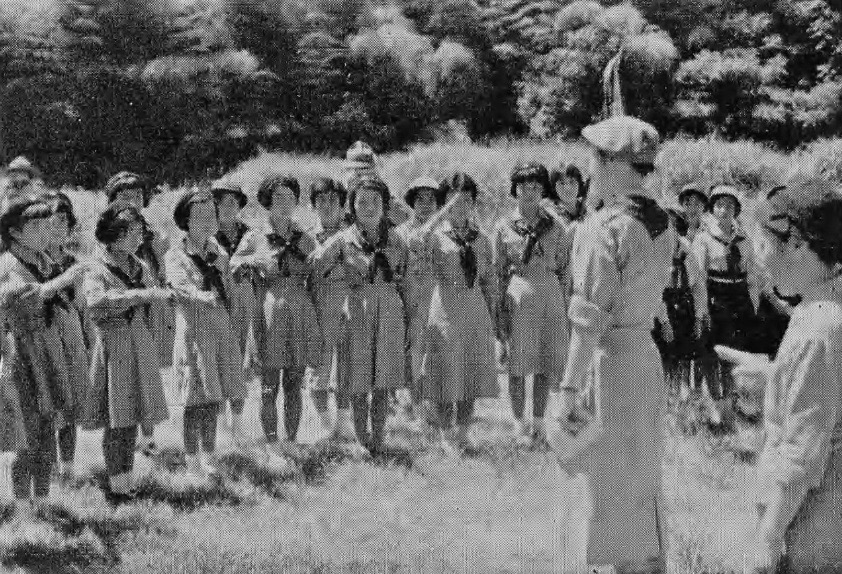
日本のガールスカウト（1960年）

1908年にイギリスでロバート・ベーデン＝パウエルが発足させたボーイスカウトに倣い、1910年にベーデン＝パウエルの実の妹アグネス・ベーデン＝パウエルによって発足したガールガイドを母体として、1912年にアメリカのジュリエット・ローがこれにならって創設した少女訓育団体を指す。その後、急速に全世界に波及し，1928年には「ガールガイド・ガールスカウト世界連盟（WAGGGS）」が結成された。2015年現在で146の国と地域が加盟し、メンバー数1,000万人を数える。
ガールスカウトでは「ベーデン＝パウエル」とは発音せず、「ベーデン・ポウエル」と発音し、記述している。「ベーデン・パウエル」は英語の発音、「ベーデン・ポウエル」は米語の発音と言われ、アメリカよりガールスカウトが伝わったからだとも言われている。

## 活動
ガールスカウト運動の原点である「やくそく」と「おきて」を定めていて、人種・国籍・宗教の差別なく、健全かつ幸福で社会に貢献する女性の育成を目的とする。活動内容はボーイスカウトと共通なものがかなり多く、少女たちが健全なレクリエーションや奉仕、救急、国際理解などの諸活動を通して、よい公民へと育ち、社会文化への寄与能力ももつようになることを目ざしている。
世界共通のクローバの記章と各国の特徴を生かす制服を着用して活動する。

### ボーイスカウトとの相違
ボーイスカウトは、女性の社会進出、女性差別・男尊女卑の撤廃（男女平等の確立）、女性によるソフト面のケアへの期待などの理由（100年前の社会情況と違う）により、少女のスカウトと女性の指導者の受け入れを認めている。（女子専用のテントなど女子に対しての配慮はあるが、活動中、女子だから男子だから、などと性別で分けるような区別はない）（＝ジェンダーフリー）
一方、ガールスカウトは男子のスカウトと男性の指導者の受け入れを認めていないため、男性差別だと批判を受けることもある。

## 各国におけるガールガイド・ガールスカウト

### アメリカ合衆国
アメリカではジュリエット・ゴードン・ローが1912年にガールスカウトアメリカ連盟（Girl Scouts of the U.S.A.）を設立。他の国に比べ、多くの少女が参加しており、現在のメンバー数は約400万、OGはおよそ5千万にも上る。全国的な活動として年に一度のクッキーセールがあり、これは当初、ガールスカウトが募金活動の一環としてクッキーを焼きそれを売ったことにはじまり、現在では伝統行事の一環になっている。

### 日本
ガールガイドを日本にもたらしたのは、英国国教会から日本聖公会に派遣された宣教師ミュルエル・グリーンストリートである。彼女は英国ガールガイドの一級団員であり、東京の香蘭女学校において「ガールガイド東京第一組」を発足させ、1920年（大正9年）1月30日、聖アンデレ教会で発団式を行った（このときの団員は12名）。同年7月に猪苗代湖畔にあった宣教師ディクソンの別荘で最初のキャンプが行われた（これは指導者3名、参加者9名であった）。1923年、日本独自のガールガイド組織として、「日本女子補導団」が設立された。総裁は林富貴子（伯爵林博太郎の妻）、副総裁は「少年団日本連盟（現在のボーイスカウト日本連盟）の副理事長三島通陽の妻である三島純、書記は檜垣茂。第二次大戦による中断の後、1947年（昭和22年）活動を再開し1949年（昭和24年）には現在の公益社団法人の前身である「社団法人ガールスカウト日本連盟」が発足し、ガールガイド・ガールスカウト世界連盟に加盟している。

## 世界のガールスカウト/ガールガイド出身の著名人
日本の著名人についてはガールスカウト日本連盟を参照。
- ヒラリー・クリントン：第67代米国国務長官、ビル・クリントン第42代アメリカ大統領の妻（ファーストレディ）。2016年アメリカ大統領選挙民主党大統領候補。なお、夫のクリントン元大統領もボーイスカウトであった。
- キャサリン・D・サリバン(Kathryn D. Sullivan)：宇宙飛行士。アメリカ人女性として初の宇宙遊泳を行った。
- エスメラルダ・サンチャゴ(Esmeralda Santiago)：作家
- タマラ ・ジャーニガン(Tamara Jernigan)：NASAの宇宙飛行士
- マーサ・スチュワート
- ブライス・ダナー(Blythe Danner)：女優。エミー賞受賞者
- キャンディス・バーゲン：女優
- ドロシー・ハミル(Dorothy Hamill)：フィギュアスケート選手
- ボニー・ブレア(Bonnie Blair)：アメリカのアスリート、金メダリスト（スピードスケート）
- ダコタ・ファニング：女優
- マドンナ：歌手
- メアリー・タイラー・ムーア：女優
- サリー・ライド：宇宙飛行士
- スーザン・ルッチ(Susan Lucci)：女優。エミー賞受賞者。
- ナンシー・レーガン：第40代ロナルド・W・レーガン米国大統領の妻（ファーストレディ）。なお、夫のレーガン大統領もボーイスカウトであった。
- デビー・レイノルズ：女優
- J・K・ローリング：イギリスのファンタジー作家。「ハリー・ポッター」シリーズの作者。
- ヴェラ・ワン (Vera Wang) (ヴェラ・ウォン、ヴェラ・ウォングの表記もあり)：ファッション・デザイナー
- コンドリーザ・ライス (Condoleezza Rice)：第20代米国国家安全保障問題担当大統領補佐官、第66代米国国務長官
- エリザベス2世：イギリスおよび英連邦王国女王

## ガールスカウト豆知識
- ブラウニーのヒントとなったのは、ジュリアナ・ホレイショー・イウィングの『ブラウニーズ』である。（B-P談）

## 関連書籍
- 「少年団運動の成立と展開-英国ボーイスカウトから学校少年団まで」（田中治彦 、九州大学出版会、1999年）
- 「少年団の歴史-戦前のボーイスカウト・学校少年団」（上平泰博、中島純、田中治彦、萌文社、1996年）